# Municipio de Boon Lake
El municipio de Boon Lake (en inglés: Boon Lake Township) es un municipio ubicado en el condado de Renville en el estado estadounidense de Minnesota. En el año 2010 tenía una población de 378 habitantes y una densidad poblacional de 3,72 personas por km².

## Geografía
El municipio de Boon Lake se encuentra ubicado en las coordenadas 44°50′30″N 94°33′43″O / 44.84167, -94.56194. Según la Oficina del Censo de los Estados Unidos, el municipio tiene una superficie total de 101.51 km², de la cual 96,67 km² corresponden a tierra firme y (4,77 %) 4,84 km² es agua.

## Demografía
Según el censo de 2010, había 378 personas residiendo en el municipio de Boon Lake. La densidad de población era de 3,72 hab./km². De los 378 habitantes, el municipio de Boon Lake estaba compuesto por el 98,41 % blancos, el 0,53 % eran de otras razas y el 1,06 % eran de una mezcla de razas. Del total de la población el 1,32 % eran hispanos o latinos de cualquier raza.